# Massimo Ottolenghi
Massimo Ottolenghi (Torino, 20 giugno 1915 – Torino, 18 gennaio 2016) è stato un antifascista, avvocato e scrittore italiano.
Partecipò alla lotta di liberazione nazionale sulle montagne piemontesi, principalmente nelle valli di Lanzo. Aderì al Partito d'Azione per conto del quale diresse il quotidiano torinese Giustizia e Libertà. Lasciata l'attività politica, fu magistrato e avvocato civilista. In tarda età ha pubblicato diversi libri, l'ultimo dei quali nel 2011, Ribellarsi è giusto.
Amico e compagno di scuola di Oreste Pajetta, Emanuele Artom, Luigi Firpo, allievo di Massimo Mila, partecipò fin dall'inizio alla Resistenza con le Brigate Giustizia e Libertà. Come scrive lo storico Gian Carlo Jocteau nell'introduzione a Per un pezzo di patria, «la Resistenza di Ottolenghi fu una resistenza civile, piuttosto che militare. Personalmente poco propenso all'uso delle armi, fu investito di compiti di alto livello nei contatti fra comandi militari, formazioni partigiane e istituzioni locali, sia nelle valli di Lanzo, sia fra le valli e Torino, e si adoperò efficacemente e con frequente grave rischio personale anche per proteggere combattenti, sfollati, ebrei e popolazione civile da arresti, rastrellamenti e rappresaglie.
Come uomo di legge, agì inoltre per favorire, nei contrasti interni e nei tribunali partigiani, il rispetto di regole ragionevoli e, per quanto possibile, condivise». Già militante del Partito d'azione con Ada Gobetti, Alessandro Galante Garrone, Giorgio Agosti, fu magistrato negli anni del dopoguerra, quindi avvocato civilista. Nella sua lunga carriera forense ha anche partecipato, in qualità di avvocato della famiglia, alla liberazione di Carla Ovazza, madre di Alain Elkann, rapita nel 1974.

## Opere
- "Il palazzo degli stemmi", Gribaudo, 1990
- "La finestra di Kuhn", Gribaudo, 1994
- "Dal paese di Darvindunque", Elede, 1997
- "Pendolo", Araba Fenice, 2004
- "Perle nere. Storia di una vita ritrovata", Araba Fenice, 2006
- "Per un pezzo di patria", Blu Edizioni, 2009
- "Ribellarsi è giusto. Il monito di un novantacinquenne alle nuove generazioni", Chiarelettere, 2011
- "Arnie di giustizia e libertà fra le toghe piemontesi", 2015

| Controllo di autorità | VIAF (EN) 103820951 · ISNI (EN) 0000 0000 8286 4865 · SBN TO0V416133 · LCCN (EN) n83033572 · GND (DE) 140288449 · BNF (FR) cb165576634 (data) · J9U (EN, HE) 987007275006405171 |